# Caetano da Costa Alegre
Caetano da Costa Alegre (ur. 1864, zm. 1890) – portugalski poeta, wywodzący się z São Tomé (Wyspy Świętego Tomasza i Książęca). 

## Życiorys
Caetano da Costa Alegre urodził się 26 kwietnia 1864 roku. W 1882 roku przybył do Portugalii, żeby studiować na akademii medycznej (Médico-Cirúrgica de Lisboa). Zmarł w Alcobaça 18 kwietnia 1890 roku w wieku dwudziestu pięciu lat jako ofiara nieuleczalnej wtedy gruźlicy.

## Twórczość
Wiersze Caetana da Costa Alegre wydał po latach, w 1916 roku, jego kolega, Artur da Cruz Magalhães (1864-1928). Były one wznawiane trzykrotnie, w  1950, 1951 i 1994. Liryka poety wyraża nostalgię za krajem urodzenia i poczucie wyobcowania człowieka o innym kolorze skóry w środowisku europejskim. Bezpośrednim powodem negatywnych uczuć poety było odrzucenie jego miłości przez białą kobietę. Caetano da Costa Alegre uchodzi za pierwszego ważnego poetę afrykańskiego tworzącego w języku portugalskim. Pod względem formalnym i stylistycznym poezja Caetana da Costa Alegre nawiązuje do tradycji europejskiej, zwłaszcza romantycznej, jednak jej treść wnosi nowe wartości światopoglądowe i estetyczne. Poeta pisał między innymi sonety. Twórczość ta okazała się prekursorska wobec późniejszych ruchów literackich Afryki, w szczególności Négritude. Nawiązywało do niej wielu późniejszych twórców.